# Izidor Erazem Grafenauer
Izidor Erazem Grafenauer, slovenski kitarist in lutnjist, * 3. april 1991.
Diplomiral je na Akademiji za glasbo v Ljubljani pri prof. Andreju Grafenauerju, študij specializacije je zaključil pri prof. Istvanu Roemerju na Akademiji za glasbo v Zagrebu. Študij lutnje je končal pri prof. Tizianu Bagnatiju na Konservatoriju Benedetto Marcello v Benetkah.
Je prejemnik več prvih nagrad na domačih in mednarodnih tekmovanjih (Temsig, Murski festival kitare, Enrico Mercatalli concorso, Fernando Sor Competition ...), ter prejemnih dveh študentskih Prešernovih nagrad Akademije za glasbo (za koncerte z orkestrom in koncertiranje s kvartetom Hymnia).
Koncertira kot solist, kot solist z orkestri (Orkester Slovenske filharmonije, Orkester Mariborske opere, Dubrovački komorni orkester ...) in kot komorni glasbenik.
Dejaven je na področju stare glasbe in avtentične izvajalske prakse, posebno pozornost posveča izvajanju glasbe slovenskih skladateljev, ukvarja pa se tudi z flamenkom.
Izdal je dve CD plošči: Preludio ( za baročno lutnjo, založba Dyvia) in  Dela slovenskih  skladateljev (kitara in  komorne zasedbe, založba Baros).